# Sanctuaire des ancêtres

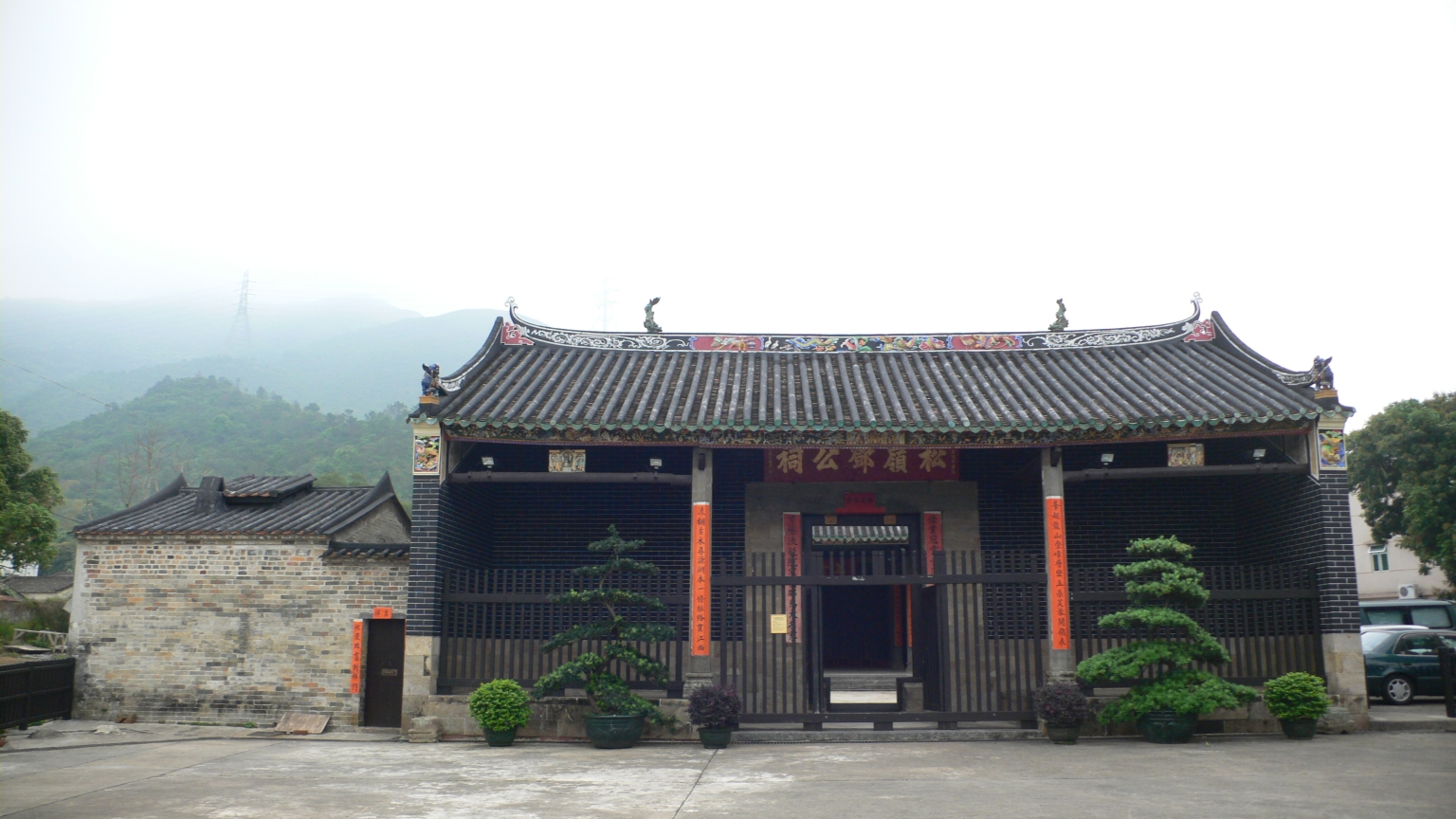
La à Hong Kong.

Un sanctuaire des ancêtres (chinois cítáng 祠堂 ou zōngcí 宗祠, en vietnamien : Nhà thờ họ), aussi appelé salle des ancêtres, temple des ancêtres et temple de la lignée, est un édifice dédié au culte des ancêtres et des fondateurs de lignées familiales dans la tradition chinoise. Ces sanctuaires sont étroitement liés à la philosophie et la culture confucianistes et l'accent qu'elles mettent sur la piété filiale.

## Description

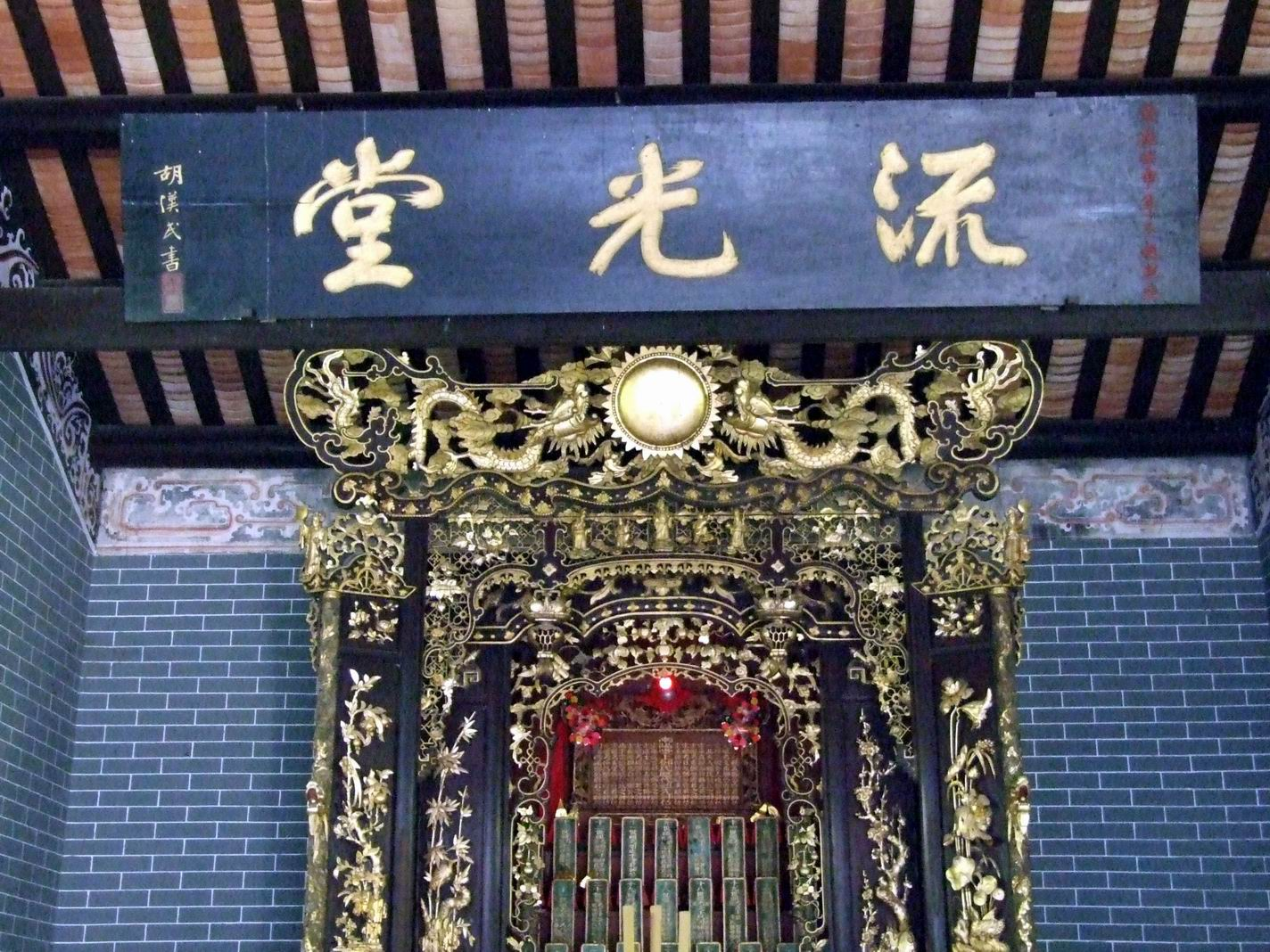
Autel avec tablettes ancestrales au de Hong Kong.

Une caractéristique centrale commune de ces bâtiments sont les tablettes ancestrales qui incarnent les esprits des ancêtres et qui sont généralement classées selon l'ancienneté des individus, en filiation patrilinéaire. Les autels et autres objets rituels tels que les brûleurs d'encens sont également des accessoires courants. Les ancêtres et les dieux peuvent aussi être représentés par des statues.
Les sanctuaires sont utilisés pour des rituels collectifs et des fêtes en l'honneur des ancêtres mais servent aussi pour d'autres fonctions familiales et communautaires telles que les mariages ou les funérailles. Parfois, ils remplissent des fonctions communautaires plus larges telles que des réunions ou des élections locales.
Dans les mariages traditionnels, le sanctuaire des ancêtres remplit une fonction symbolique majeure, complétant l'entrée de l'épouse dans la famille de son mari. Pendant les rites de mariage, les mariés effectuent une cérémonie au sanctuaire des ancêtres du marié, en s'inclinant devant l'ordre suivant : ciel et terre, ancêtres, parents, puis conjoint.
Trois mois après le mariage, la femme mène une nouvelle cérémonie au sanctuaire des ancêtres de son mari, un rite connu sous le nom de miaojian (廟 見).
En Chine continentale, beaucoup de sanctuaires des ancêtres ainsi que d'autres temples ont été détruits ou transformés en écoles de village ou greniers pendant la réforme agraire des années 1950 et la révolution culturelle. Ils connaissent cependant un renouveau depuis la libéralisation économique des années 1980. La renaissance de ces temples est particulièrement forte dans le sud de la Chine où l'organisation de la lignée a des racines plus fortes dans la culture, et les communautés locales sont plus susceptibles d'avoir des membres de clan vivant à l'étranger qui sont désireux de soutenir la renaissance et la reconstruction des sanctuaires par des dons.

## Galerie

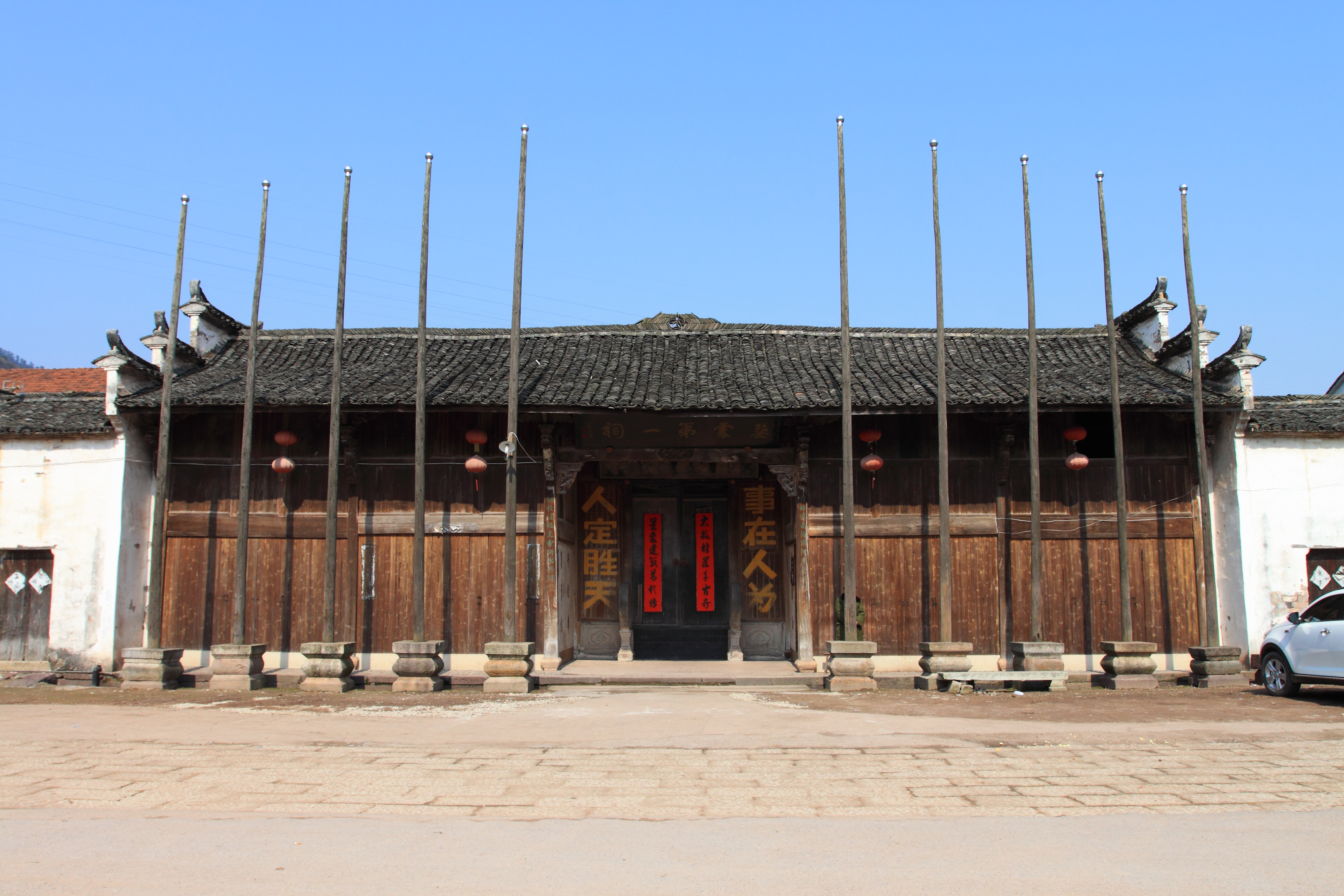
Sanctuaire des Yu (en) au Zhejiang.
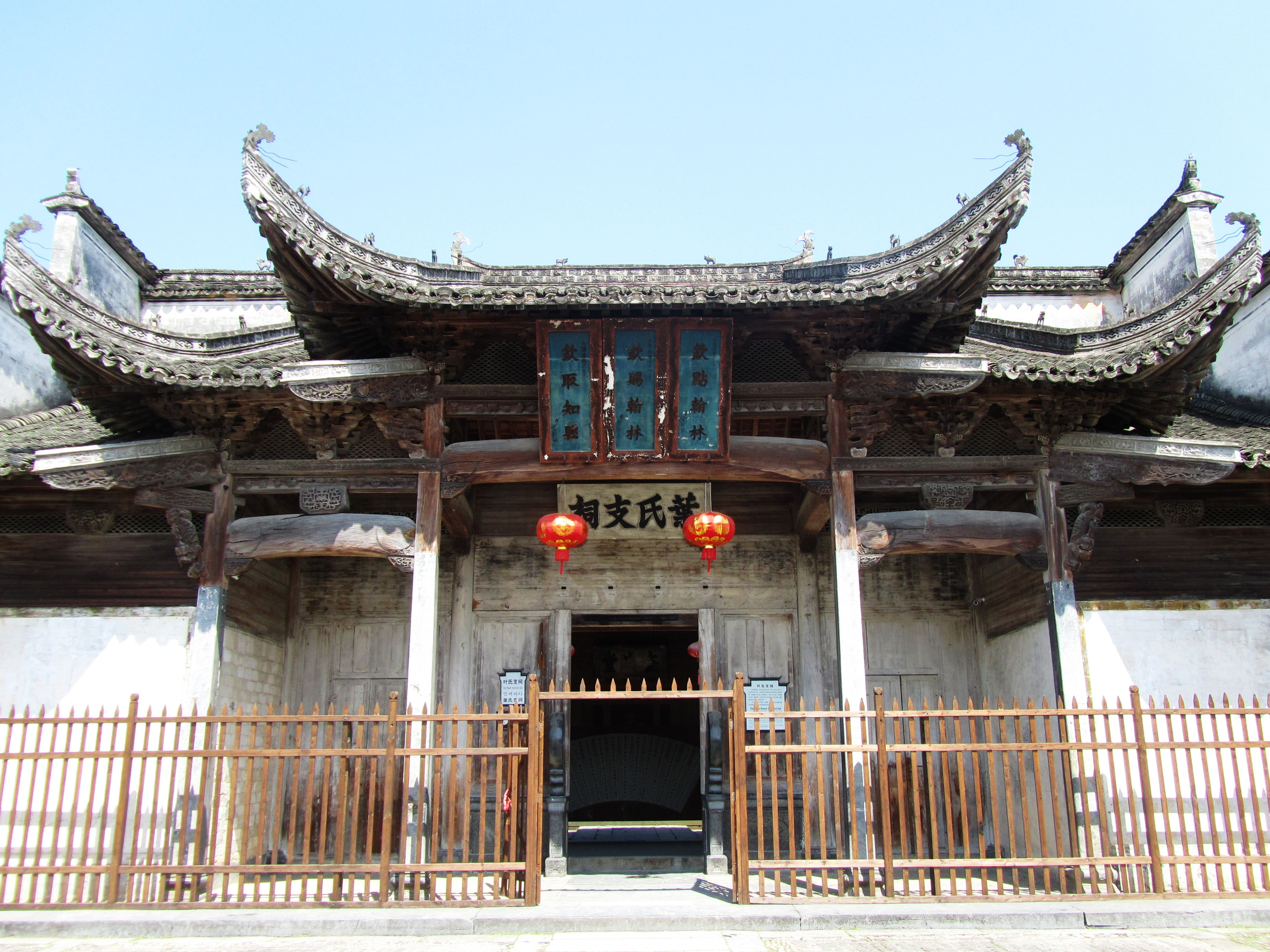
Sanctuaire des Ye au Anhui.
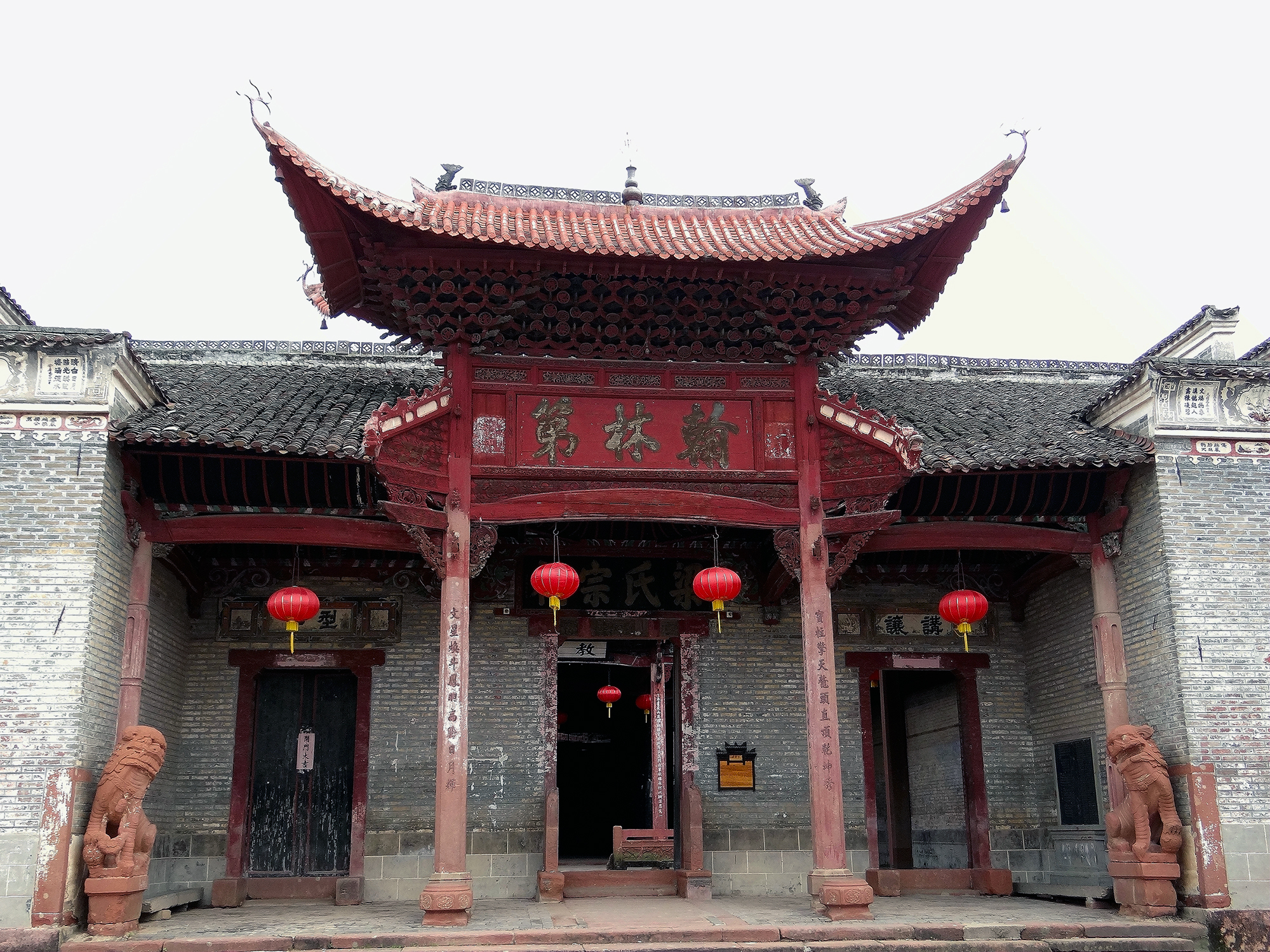
Sanctuaire des Liang (en) au Jiangxi.
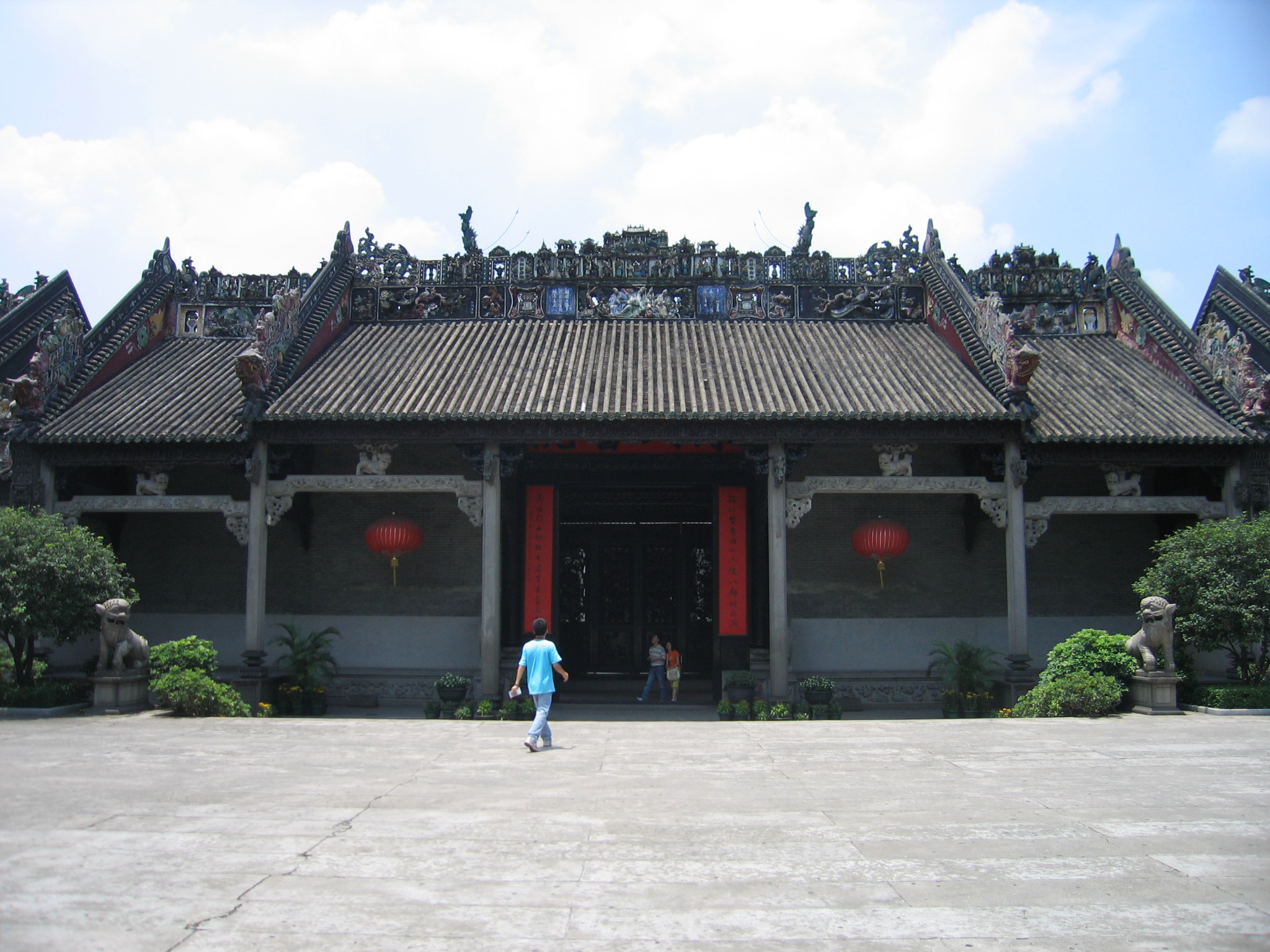
Sanctuaire des Chen (en) au Guangdong.
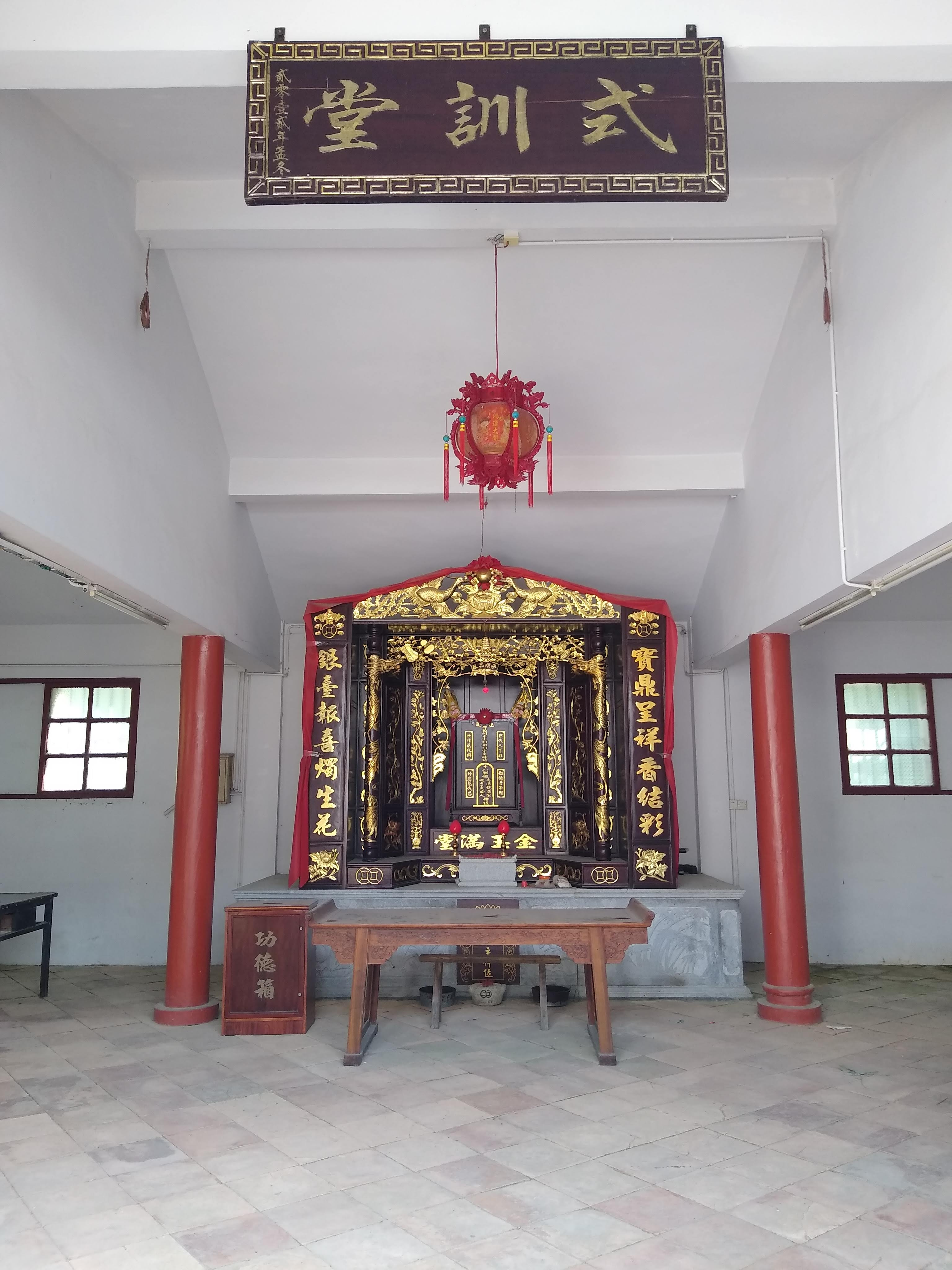
Sanctuaire des Huang (en) au Guangdong.
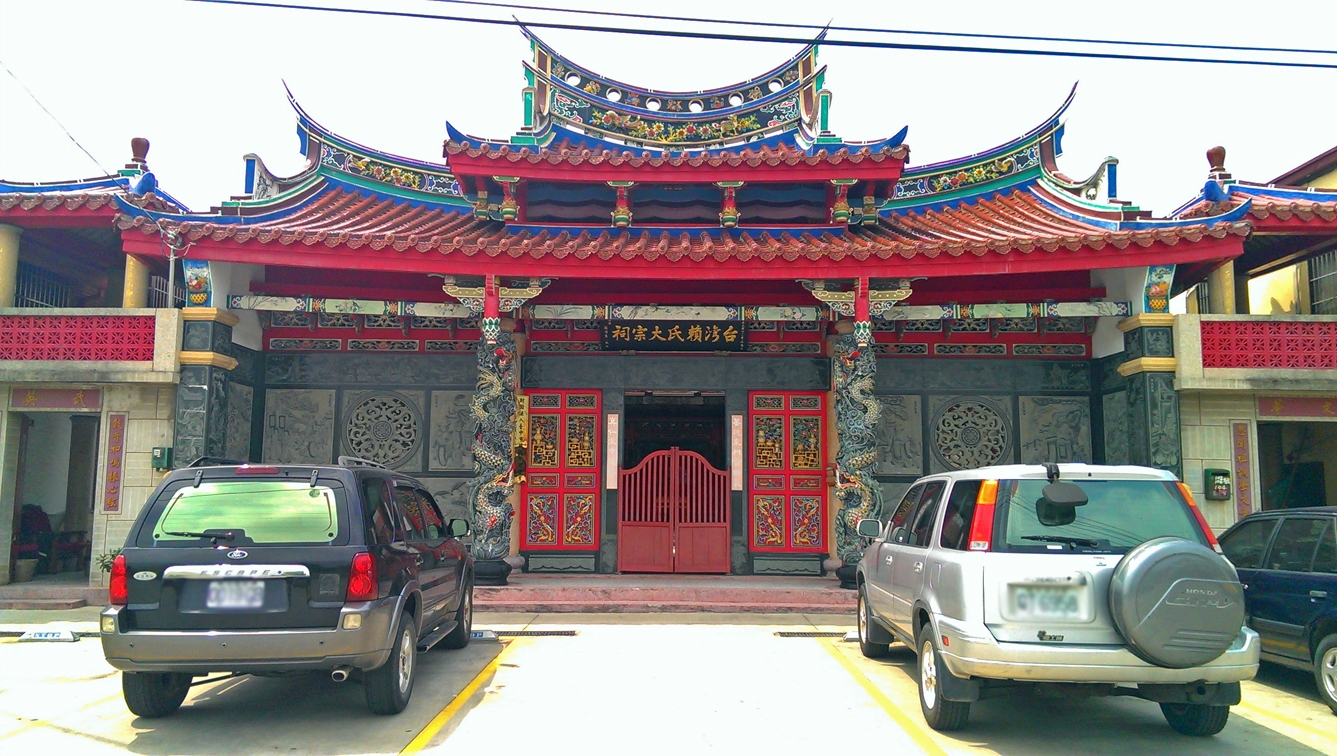
Sanctuaire des Lai (en) à Taïwan.
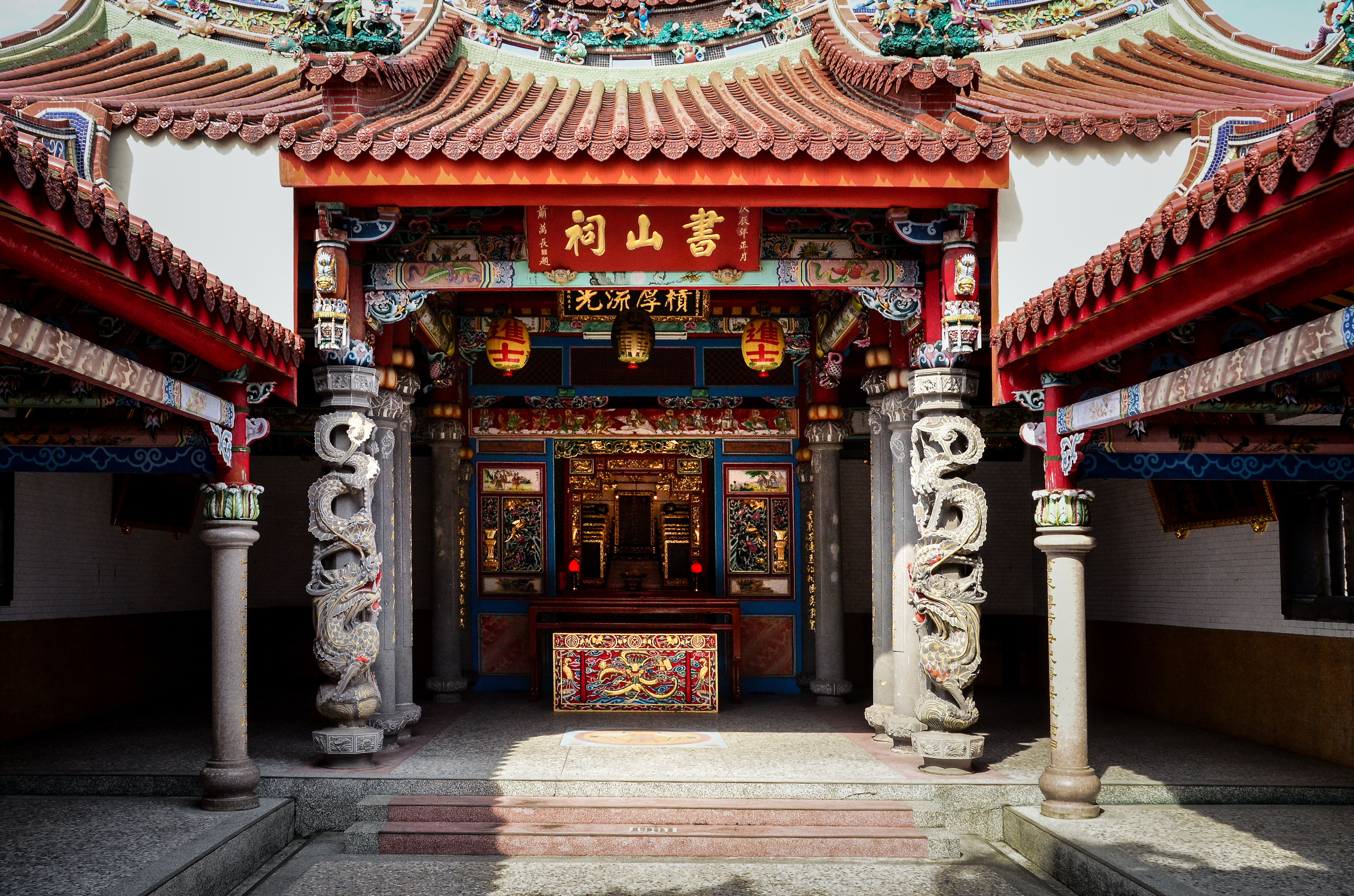
Sanctuaire des Xiao à Taïwan.
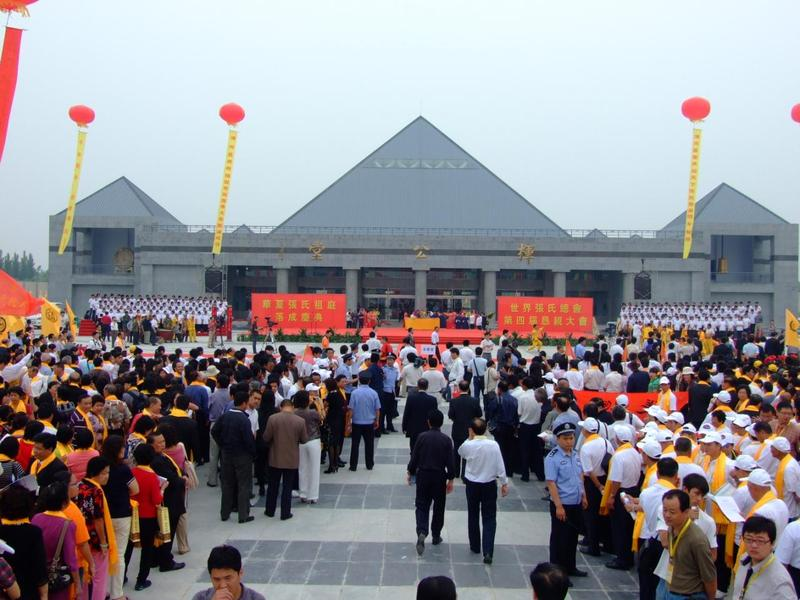
Grand Temple du Seigneur Zhang Hui, le temple-cathédrale des ancêtres de la lignée Zhang à Qinghe au Hebei.
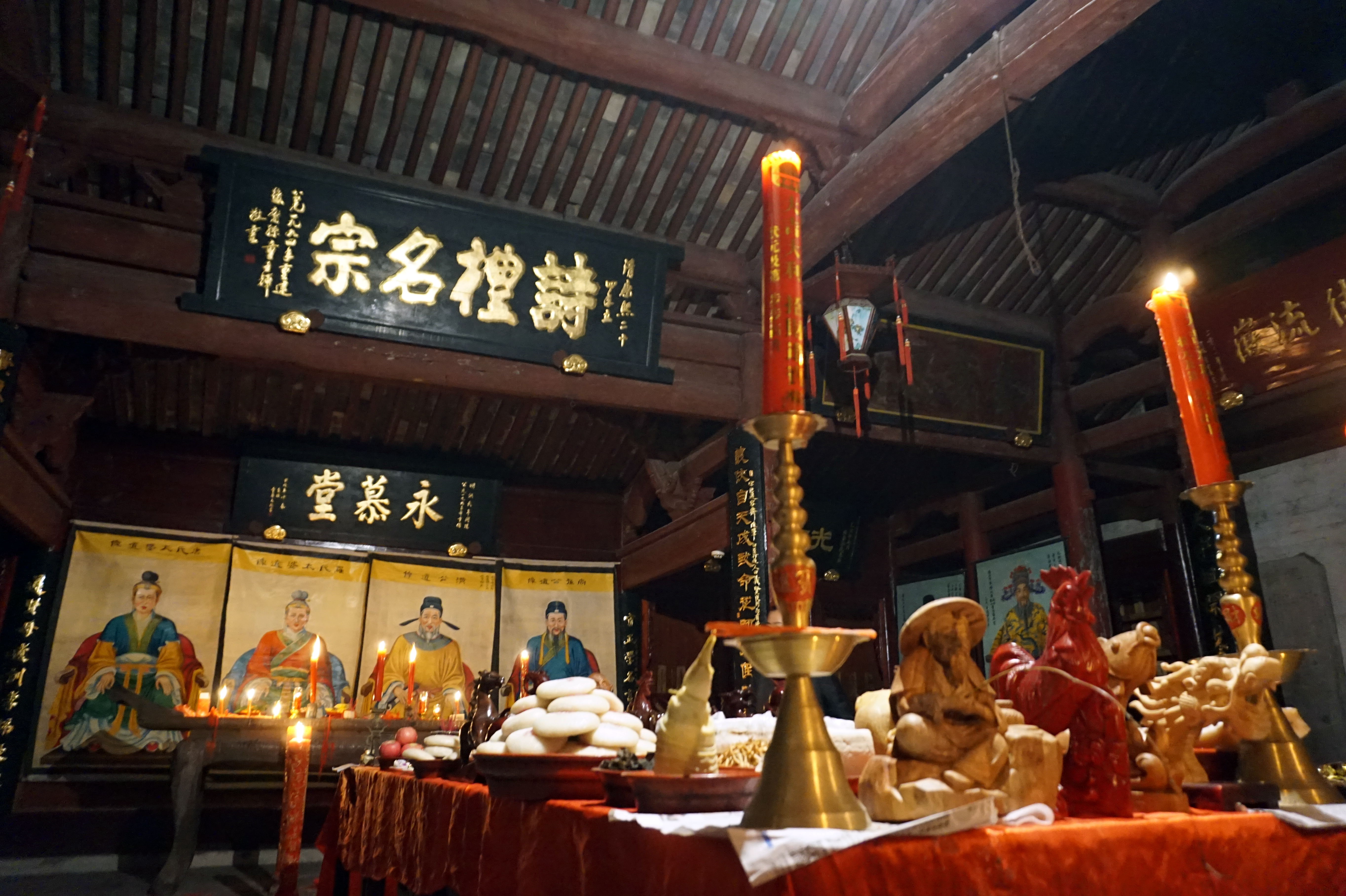
Autel du sacrifice à l'intérieur du temple des ancêtres des Tong à Qiantong au Zhejiang.

## Taïwan
On peut citer parmi les célèbres sanctuaires des ancêtres de Taïwan :
- Sanctuaires des ancêtres de Koxinga (en) (鄭成功祖廟), dans le district du centre-ouest, Tainan.
- Sanctuaire du clan Liu (en) (劉家宗祠), dans le district de Liouying, Tainan.
- Salle des ancêtres de la famille Yang (en) (楊氏宗祠), dans le canton de Jiadong, comté de Pingtung.
- Salle des ancêtres de la famille Liou du village de Wukou (en) (五溝水劉氏宗祠), dans le canton de Wanluan, comté de Pingtung.
- Mémorial Zhong-Sheng-Gong (en) (宗聖公祠), dans la ville de Pingtung, comté de Pingtung.
- Temple Shetou Doushan (en) (社頭斗山祠), dans le canton de Shetou, comté de Changhua.
- Salle des ancêtres de Chen Dexing (en) (陳德星堂), dans le district de Datong, Taipei.

## Hong Kong
On peut citer parmi les célèbres sanctuaires des ancêtres de Hong Kong :
- Salles des ancêtres des Tang et de Yu Kiu, le long du sentier du patrimoine de Ping Shan
- King Law Ka Shuk (en)
- Salle des ancêtres de Tang Chung Ling (en)

## Asie du Sud-Est
On peut citer parmi les célèbres sanctuaires des ancêtres des communautés chinoises d'Asie du Sud-Est :
- Temple de Long Shan Tang (en) (龍山堂), à Yangon en Birmanie.
- Khoo Kongsi (en), à Penang en Malaisie.
- Eng Chuan Tong Tan Kongsi (en), à Penang en Malaisie.
- Tan Si Chong Su (en), à Singapour.

## Viêt Nam
Les temples des ancêtres sont appelés nhà thờ họ (en) ou nhà thờ tộc au Viêt Nam. Un anniversaire de la mort des ancêtres a lieu chaque année au nhà thờ họ et cette cérémonie est généralement utilisée pour renouveler la relation entre les membres du clan.

## Dans d'autres religions et cultures
Les sanctuaires des ancêtres ou des concepts similaires sont également courants dans d'autres religions et cultures. Ce sont surtout en Asie orientale et du Sud-Est, mais également dans les religions traditionnelles africaines ont des sanctuaires et/ou des tombes des ancêtres. Le culte des ancêtres est un élément important et commun des religions indigènes africaines et est toujours pratiqué par les adeptes des religions folkloriques mais aussi par les Africains chrétiens et musulmans.